# Midfastosöndagen
Midfastosöndagen kallas fjärde söndagen i fastan till följd av sin plats i mitten av fastetiden. I katolska länder kallas dagen "Glädjesöndagen" eller "Rosensöndagen" (Dominica de rosa). I katolska kyrkan byts denna dag därför den violetta mässhaken ut mot en rosa. Rosa mässhake förekommer också i vissa högkyrkliga församlingar i Svenska kyrkan.Det finns också en syftning till våren och det som är vackert under den här tiden. 
Svenska kyrkan firar söndagen under rubriken "Livets bröd" med fokus på nattvarden. 
I Katolska kyrkan kallas dagen fjärde söndagen i fastan eller Lætare. Denna dag läses evangeliet om den blindfödde (Joh 9 1-42), om Människosonens upphöjelse på korset (Joh 3 14-21) eller om den förlorade sonen (Luk 15 1-3:11-32). De gammaltestamentliga läsningarna denna söndag handlar om det utlovade landet – en antydan om himlens salighet.

## Svenska kyrkan
Söndagens tema enligt 2003 års evangeliebok är Livets bröd. De bibeltexter som används för att belysa dagens tema är:
| Första årgången                                                                  | Andra årgången                                                                | Tredje årgången                                                                | Psaltarpsalm      |
| Andra Kungaboken 4:42–44 Andra Korinthierbrevet 9:8–10 Johannesevangeliet 6:1–15 | Andra Moseboken 16:11–18 Första Petrusbrevet 2:1–3 Johannesevangeliet 6:24–35 | Ordspråksboken 9:1–6 Första Korinthierbrevet 10:1–6 Johannesevangeliet 6:48–59 | Psaltaren 107:1–9 |